# Степановское (Медынский район)
Степановское —  деревня в Медынском районе Калужской области России. Входит в муниципальное образование Сельское поселение «Деревня Романово».

## География
Находится на берегу реки Перетынка.
Рядом — Елешня-Первая, Реутово.

## Население
| 2002 | 2010 |
| ---- | ---- |
| 11   | ↗25  |

## История
В 1782 году сельцо Степановское Медынского уезда с пустошами находилось во владении Николая и Саввы Устиновичей Новосильцевых и Павла Дмитриевича Еналеева. В сельце — деревянный господский дом, 20 дворов и 144 крестьянских души.
В 1859 году — владельческое сельцо Степановское на правой стороне Московско-Варшавского шоссе. В нём 17 дворов и 139 жителей.
После реформ 1861 года деревня Степановская вошла в Романовскую волость. Население в 1892 году — 173 человека, в 1913 году — 199 человек.
В 1954 году, в соответствии с Решением исполкома Медынского Райсовета № 20-325 «Об открытии библиотек Адуевской, Степановской и Никитской сельских советов», начала свою деятельность Степановская сельская библиотека.